# Yale Bulldogs football 1880-1889
Nelle stagioni che vanno dal 1880 al 1889, gli Yale Bulldogs football, rappresentanti l'Università di Yale hanno conquistato retroattivamente ben otto titoli nazionali. Dalla stagione 1888, sulla sideline di Yale diresse la squadra Walter Camp.

## 1880
Co-campione Intercollegiate Football Association
| 11-10-1880           | Columbia*        | New Haven, CT | W 13-0 |
| 11-13-1880           | Brown*           | New Haven, CT | W 8-0  |
| 11-17-1880           | at Pennsylvania* | New York, NY  | W 8-0  |
| 11-20-1880           | at Harvard*      | Boston, MA    | W 1-0  |
| 11-25-1880           | at Princeton*    | New York, NY  | T 0-0  |
| *Gare non-conference |                  |               |        |

## 1881
Campione Intercollegiate Football Association
| 10-29-1881           | at Amherst*   | Amherst, MA   | W 2-0 |
| 11-02-1881           | Michigan*     | New Haven, CT | W 2-0 |
| 11-05-1881           | Amherst*      | New Haven, CT | W 4-0 |
| 11-12-1881           | Harvard*      | New Haven, CT | W 1-0 |
| 11-17-1881           | at Columbia*  | New York, NY  | W 1-0 |
| 11-24-1881           | at Princeton* | New York, NY  | T 0-0 |
| *Gare non-conference |               |               |       |

## 1882
Campione Intercollegiate Football Association
| 10-07-1882           | Wesleyan*     | New Haven, CT     | W 9-0  |
| 10-21-1882           | Rutgers*      | New Haven, CT     | W 9-0  |
| 10-28-1882           | at Rutgers*   | New Brunswick, NJ | W 5-0  |
| 11-04-1882           | MIT*          | New Haven, CT     | W 6-0  |
| 11-08-1882           | at Amherst*   | Amherst, MA       | W 9-0  |
| 11-18-1882           | Columbia*     | New Haven, CT     | W 11-0 |
| 11-25-1882           | at Harvard*   | Cambridge, MA     | W 1-0  |
| 11-30-1882           | at Princeton* | New York, NY      | W 2-1  |
| *Gare non-conference |               |                   |        |

## 1883
Campione Intercollegiate Football Association
| 09-26-1883           | Wesleyan*     | New Haven, CT  | W 58-0 |
| 09-29-1883           | at Wesleyan*  | Middletown, CT | W 90-0 |
| 10-06-1883           | Stevens Tech* | New Haven, CT  | W 59-0 |
| 11-06-1883           | at Rutgers*   | New York, NY   | W 92-0 |
| 11-17-1883           | at Columbia*  | New York, NY   | W 93-0 |
| 11-21-1883           | Michigan*     | New Haven, CT  | W 64-0 |
| 11-24-1883           | at Princeton* | New York, NY   | W 6-0  |
| 11-29-1883           | at Harvard*   | New York, NY   | W 23-2 |
| *Gare non-conference |               |                |        |

## 1884
Co-campione Intercollegiate Football Association
| 10-01-1884           | Wesleyan*     | New Haven, CT     | W 31-0  |
| 10-11-1884           | Stevens Tech* | New Haven, CT     | W 96-0  |
| 10-17-1884           | at Wesleyan*  | Hartford, CT      | W 63-0  |
| 10-22-1884           | at Rutgers*   | New Brunswick, NJ | W 76-10 |
| 10-25-1884           | at Dartmouth* | Hanover, NH       | W 113-0 |
| 11-05-1884           | Wesleyan*     | New Haven, CT     | W 46-0  |
| 11-19-1884           | Yale Alumni*  | New Haven, CT     | W 18-0  |
| 11-22-1884           | Harvard*      | New Haven, CT     | W 52-0  |
| 11-27-1884           | at Princeton* | New York, NY      | T 0-0   |
| *Gare non-conference |               |                   |         |

## 1885
| 10-10-1885           | at Stevens Tech* | Hoboken, NJ    | W 55-0 |
| 10-14-1885           | at Wesleyan*     | Hartford, CT   | W 18-0 |
| 10-28-1885           | Wesleyan*        | New Haven, CT  | W 71-0 |
| 10-31-1885           | at MIT*          | Boston, MA     | W 51-0 |
| 11-03-1885           | Crescent AC*     | New Haven, CT  | W 52-0 |
| 11-14-1885           | at Pennsylvania* | Filadelfia, PA | W 53-5 |
| 11-21-1885           | Princeton*       | New Haven, CT  | L 5-6  |
| 11-26-1885           | at Wesleyan*     | New York, NY   | W 61-0 |
| *Gare non-conference |                  |                |        |

## 1886
Co-campione Intercollegiate Football Association
| 10-06-1886           | Wesleyan*        | New Haven, CT    | W 75-0  |
| 10-09-1886           | at Wesleyan*     | Middletown, CT   | W 62-0  |
| 10-16-1886           | MIT*             | New Haven, CT    | W 96-0  |
| 10-20-1886           | at Stevens Tech* | Hoboken, NJ      | W 54-0  |
| 10-23-1886           | at Williams*     | Williamstown, MA | W 76-0  |
| 10-30-1886           | Wesleyan*        | New Haven, CT    | W 136-0 |
| 11-02-1886           | at Crescent AC*  | New York, NY     | W 84-0  |
| 11-13-1886           | Pennsylvania*    | New Haven, CT    | W 75-0  |
| 11-20-1886           | at Harvard*      | Cambridge, MA    | W 29-4  |
| 11-25-1886           | at Princeton*    | Princeton, NJ    | T 0-0   |
| *Gare non-conference |                  |                  |         |

## 1887
Campione Intercollegiate Football Association
| 10-05-1887           | Wesleyan*        | New Haven, CT    | W 38-0  |
| 10-15-1887           | at Wesleyan*     | Middletown, CT   | W 106-0 |
| 10-22-1887           | at Williams*     | Williamstown, MA | W 74-0  |
| 10-29-1887           | at Pennsylvania* | Filadelfia, PA   | W 50-0  |
| 11-06-1887           | Rutgers*         | New Haven, CT    | W 74-0  |
| 11-08-1887           | at Crescent AC*  | New York, NY     | W 68-0  |
| 11-12-1887           | Wesleyan*        | New Haven, CT    | W 76-4  |
| 11-19-1887           | at Princeton*    | New York, NY     | W 12-0  |
| 11-24-1887           | at Harvard*      | New York, NY     | W 17-8  |
| *Gare non-conference |                  |                  |         |

## 1888
Campione Intercollegiate Football Association
| 09-29-1888           | Wesleyan*        | New Haven, CT    | W 76-0  |
| 10-06-1888           | Rutgers*         | New Haven, CT    | W 65-0  |
| 10-13-1888           | at Pennsylvania* | Filadelfia, PA   | W 34-0  |
| 10-16-1888           | at Wesleyan*     | Middletown, CT   | W 46-0  |
| 10-19-1888           | at Amherst*      | Amherst, MA      | W 39-0  |
| 10-20-1888           | at Williams*     | Williamstown, MA | W 30-0  |
| 10-24-1888           | at MIT*          | Hartford, CT     | W 68-0  |
| 10-27-1888           | Stevens Tech*    | New Haven, CT    | W 69-0  |
| 11-03-1888           | Pennsylvania*    | New Haven, CT    | W 54-0  |
| 11-06-1888           | Crescent AC*     | New Haven, CT    | W 28-0  |
| 11-10-1888           | Amherst*         | New Haven, CT    | W 70-0  |
| 11-17-1888           | Wesleyan*        | New Haven, CT    | W 105-0 |
| 11-24-1888           | at Princeton*    | New York, NY     | W 10-0  |
| *Gare non-conference |                  |                  |         |

## 1889
| 09-28-1889           | Wesleyan*        | New Haven, CT    | W 38-0  |
| 10-02-1889           | Williams*        | New Haven, CT    | W 36-0  |
| 10-09-1889           | at Wesleyan*     | Middletown, CT   | W 63-5  |
| 10-15-1889           | Cornell*         | New Haven, CT    | W 56-6  |
| 10-19-1889           | Amherst*         | New Haven, CT    | W 42-0  |
| 10-24-1889           | at Trinity*      | Hartford, CT     | W 64-0  |
| 10-26-1889           | at Columbia*     | New York, NY     | W 62-0  |
| 10-30-1889           | at Pennsylvania* | Filadelfia, PA   | W 22-10 |
| 10-31-1889           | at Stevens Tech* | New York, NY     | W 30-0  |
| 11-05-1889           | Crescent AC*     | New Haven, CT    | W 18-0  |
| 11-09-1889           | at Cornell*      | Ithaca, NY       | W 70-0  |
| 11-12-1889           | at Amherst*      | Amherst, MA      | W 32-0  |
| 11-13-1889           | at Williams*     | Williamstown, MA | W 70-0  |
| 11-16-1889           | at Wesleyan*     | Springfield, MA  | W 52-0  |
| 11-23-1889           | at Harvard*      | Springfield, MA  | W 6-0   |
| 11-28-1889           | at Princeton*    | New York, NY     | L 0-10  |
| *Gare non-conference |                  |                  |         |